# Gerolama Orsini
Gerolama Orsini (ur. 1504, zm. 1570) – włoska szlachcianka z wpływowego rodu Orsini i żona Piotra Alojzego Farnese, księcia Parmy i syna papieża Pawła III.

## Życiorys
Urodzona w Rzymie Gerolama była córką księcia Ludwika Orsiniego i jego żony Julii Conti, tak więc pochodziła z dwóch potężnych rodzin Wiecznego Miasta. W 1513 roku zawarto kontrakt zaręczynowy pomiędzy nią a Piotrem Alojzym Farnese, który w 1519 roku zaowocował małżeństwem w miejscowości Valentano. Mąż Gerolamy był nieślubnym synem późniejszego kardynała Aleksandra Farnese i Sylwii Ruffino. Z tego związku pochodziło pięcioro dzieci. Pomimo pozbawionego miłości małżeństwa, Gerolama pozostawała pokorną, oddaną żoną, tolerującą rozpustę, okrucieństwo i szaleństwo męża nie licujące z jej pochodzeniem. Mimo posiadania rodziny, mąż Georlamy znany był z rozwiązłego trybu życia i szybko zyskał reputację "rozpustnika i sodomity". Głośnym echem odbił się jego domniemany gwałt na 24-letnim biskupie Fano Cosimo Gherim w 1537, który zmarł zaledwie kilka miesięcy po wizytacji Piotra Alojzego w Fano. Incydent ten został wykorzystany przez propagandę protestancką do ataków na papieża i jego rodzinę. Choć autentyczność tego incydentu nie jest udowodniona, homoseksualne upodobania Piotra Alojzego nie budzą wątpliwości, podobnie jak to, że były one znane jego ojcu, papieżowi Pawłowi III. W jednym z listów z 1535 papież udzielił mu reprymendy z powodu tego rodzaju praktyk, ale nie wyciągnął żadnych dalszych konsekwencji.
Kiedy teść Gerolamy, kardynał Aleksander Farnese został papieżem Pawłem III pozycja jego rodziny wzrosła: w 1534 roku mianował Piotra Alojzego Kapitanem Generalnym Kościoła, w 1537 księciem Castro i ostatecznie w 1545 roku władcą Parmy i Piacenzy. Piotr Alojzy został zamordowany przez opłaconych morderców w swoim książęcym pałacu w 1547 roku, a Gerolama przeżyła go o czterdzieści trzy lata, do śmierci ciesząc się szacunkiem i poważaniem papieży, oraz włoskich władców. Zmarła w należącym do niej pałacu Farnese w Piacenzy w 1590. Została pochowana w Krypcie Farnese w Sanktuarium Serca Świętej Maryi w Parmie.

## Potomstwo
Z związku małżeńskiego z Piotrem Alojzym Farnese, księciem Parmy i Piacenzy {1503 - 10 września 1547), miała czworo dzieci:
- Aleksander (5 listopada 1520 – 2 marca 1589), kardynał.
- Wiktoria (1521 – 13 września 1602), żona Guidobalda II della Rovere, księcia Urbino, z którym miała potomstwo[1].
- Oktawiusz, książę Parmy i Camerino (9 listopada 1524 – 18 września 1586), mąż Małgorzaty Parmeńskiej, z którą miał potomstwo.
- Horacy, książę Castro (zm. 18 lipca 1558), mąż Diany Francuskiej, z którą nie miał potomstwa.
- Ranuccio (11 sierpnia 1530 – 1556), kardynał.